# Arkhangelsk oblast
Arkhangelsk oblast (russisk: Арха́нгельская о́бласть, tr. Arkhangelskaja oblast) er en af 46 oblaster i Den Russiske Føderation. Oblasten har et areal på 589.913 km² og 989.434 (2025) indbyggere. Det administrative center i oblasten er placeret i byen Arkhangelsk, der har 294.914 (2025) indbyggere. Inden for Arkhangelsks administrative område ligger øerne Franz Josef Land og Novaya Zemlya, og Nenetsk. Kap Fligely (Ruslands, Europas og Euroasiens nordligste punkt) og kap Zhelaniya (Europas østligste punkt) hører administrativt under Arkhangelsk oblast. Andre større byer i oblasten er Severodvinsk med 155.365 (2025) indbyggere, Kotlas, der har 55.614 (2025) indbyggere og Novodvinsk med 32.826 (2023) indbyggere.

## Demografi

### Etniske grupper
| Nationalitet    | Folketælling 2002 | %      | Folketælling 2010 | %      |
| --------------- | ----------------- | ------ | ----------------- | ------ |
| Russere         | 1.258.938         | 94,19  | 1.148.821         | 93,58  |
| Ukrainere       | 27.841            | 2,08   | 16.976            | 1,38   |
| Nenets          | 8.326             | 0,62   | 8.020             | 0,65   |
| Hviderussere    | 10.412            | 0,78   | 5.810             | 0,47   |
| Komier          | 5.745             | 0,43   | 4.583             | 0,37   |
| Aserbajdsjanere | 3.034             | 0,23   | 2.605             | 0,21   |
| Tatarer         | 3.283             | 0,25   | 2.335             | 0,19   |
| Tjuvasjer       | 1.874             | 0,14   | 1.357             | 0,11   |
| Armeniere       | 1.159             | 0,09   | 1.042             | 0,08   |
| Tyskere         | 1.571             | 0,12   | 848               | 0,07   |
| I alt           | 1.336.539         | 100,00 | 1.227.626         | 100,00 |

Bemærkning: andel angiver af den samlede befolkning, herunder de som ikke har angivet noget nationalt tilhørsforhold (i 2002 2.212 personer, i 2010 25.682 personer)

## Administrativ inddeling
Arkhangelsk oblast er inddelt i 19 rajoner (russisk: районов) og 7 byokruger (russisk: городских округа tr. gorodskich okruga). Desuden hører Novaja Zemlja og Franz Josefs Land, Ruslands arktiske besiddelser, der ikke hører under nogen rajon, under oblasten. Nenetskij autonome okrug hører afdministrativt under Arhangelsk oblast, men er samtidig et subjekt under Russiske Føderation. Den lukkede by Mirnyj er administrativt underlagt føderationen.
Byokruger
| A | Arkhangelsk · (administrativt center) | Архангельск  | 358.054 |
| B | Korjazjma                             | Коряжма      | 37.587  |
| C | Kotlas                                | Котлас       | 73.937  |
| D | Mirnyj · (Lukket by)                  | Мирный       | 32.066  |
|   | Novaja Zemlja                         | Новая Земля  | 2.841   |
| F | Novodvinsk                            | Новодвинск   | 39.222  |
| G | Severodvinsk                          | Северодвинск | 187.277 |

Rajoner
| Rajoner i Arkhangelsk oblast. | Rajoner i Arkhangelsk oblast. | Rajoner i Arkhangelsk oblast. | Rajoner i Arkhangelsk oblast. | Rajoner i Arkhangelsk oblast.                                                                   | Rajoner i Arkhangelsk oblast. |
| #                             | Dansk navn                    | Russisk navn                  | Befolkning (2015 anslået)     | Administrativ inddeling Arkhangelsk oblast Novaja Zemlja og Franz Josefs Land er ikke på kortet |                               |
| ----------------------------- | ----------------------------- | ----------------------------- | ----------------------------- | ----------------------------------------------------------------------------------------------- | ----------------------------- |
| 1                             | Onezjskij                     | Онежский                      | 32.272                        |                                                                                                 |                               |
| 2                             | Primorskij                    | Бельский                      | 25.952                        |                                                                                                 |                               |
| 3                             | Mezenskij                     | Мезенский                     | 9.482                         |                                                                                                 |                               |
| 4                             | Lesjukonskij                  | Лешуконский                   | 6.871                         |                                                                                                 |                               |
| 5                             | Pinezjskij                    | Пинежский                     | 23.799                        |                                                                                                 |                               |
| 6                             | Kholmogorskij                 | Холмогорский                  | 22.143                        |                                                                                                 |                               |
| 7                             | Plesetskij                    | Плесецкий                     | 43.121                        |                                                                                                 |                               |
| 8                             | Vinogradovskij                | Виноградовский                | 15.008                        |                                                                                                 |                               |
| 9                             | Verkhnetojemskij              | Верхнетоемский                | 14.481                        |                                                                                                 |                               |
| 10                            | Kargopolskij                  | Каргопольский                 | 17.610                        |                                                                                                 |                               |
| 11                            | Njandomskij                   | Няндомский                    | 27.678                        |                                                                                                 |                               |
| 12                            | Sjenkurskij                   | Шенкурский                    | 13.530                        |                                                                                                 |                               |
| 13                            | Konosjskij                    | Коношский                     | 23.138                        |                                                                                                 |                               |
| 14                            | Velskij                       | Вельский                      | 51.565                        |                                                                                                 |                               |
| 15                            | Ustjanskij                    | Устьянский                    | 27.797                        |                                                                                                 |                               |
| 16                            | Krasnoborskij                 | Красноборский                 | 12.593                        |                                                                                                 |                               |
| 17                            | Lenskij                       | Ленский                       | 11.955                        |                                                                                                 |                               |
| 18                            | Kotlasskij                    | Котласский                    | 19.855                        |                                                                                                 |                               |
| 19                            | Vilegodskij                   | Вилегодский                   | 10.116                        |                                                                                                 |                               |